# Colorama
Colorama er det tredje studiealbum fra den danske folkpoptrio The White Album, der blev udgivet i 2020.
Albummet modtog tre ud af seks stjerner i musikmagasinet GAFFA.

## Spor
1. "Octopi"
2. "Just Take Your Time"
3. "'85"
4. "Punch Me"
5. "Mystery"
6. "Cleaning Up The Room"
7. "Alphabet"
8. "Bonaparte + Freud"
9. "Cosmos"